# Liga de Ascenso 2025
La Liga de Ascenso 2025, llamada «Liga de Ascenso Caixun 2025» por razones de patrocinio, es la septuagésima sexta edición de la segunda categoría del fútbol chileno. El campeonato lo organiza la Asociación Nacional de Fútbol Profesional.
Las novedades para este torneo, son las inclusiones de los 2 equipos descendidos de la Primera División 2024, que son Deportes Copiapó que regresa a la categoría de plata, después de 2 años de estadía en la Primera División y el otro equipo descendido de la máxima categoría es Cobreloa que duro un año en la división de honor. También se destaca el regreso de Deportes Concepción, que se coronó campeón por secretaría y vuelve luego de 8 años y medio de ausencia, a pesar de que Deportes Melipilla, le ganó el partido de desempate por penales en Rancagua. Sin embargo; el 23 de enero de 2025, el equipo melipillano sufrió la resta de 3 puntos, en el campeonato de Segunda División Profesional 2024, según informó la Segunda Sala del Tribunal de Disciplina de la ANFP, lo cual significó el título y el ascenso a esta categoría, para el León de Collao.
Otra de las novedades es el cambio en la identidad visual y denominación del torneo, utilizándose por primera vez el nombre «Liga de Ascenso» en sustitución de la denominación de «Campeonato Ascenso» implementada en 2021, además del cambio de patrocinador tras el acuerdo entre la ANFP y el fabricante de productos electrónicos Caixun

## Sistema
Se jugarán 30 fechas, bajo el sistema conocido como todos contra todos, en dos ruedas de 15 fechas cada una. En este torneo se observará el sistema de puntos, de acuerdo a la reglamentación de la Internacional F.A. Board, asignándose tres puntos, al equipo que resulte ganador; un punto, a cada uno en caso de empate; y cero puntos al perdedor.
El orden de clasificación de los equipos, se determinará en una tabla de cómputo general, de la siguiente manera:
- 1) Mayor cantidad de puntos
- 2) Mayor diferencia de goles a favor y en contra; en caso de igualdad;
- 3) mayor cantidad de partidos ganados; en caso de igualdad;
- 4) Mayor cantidad de goles convertidos; en caso de igualdad;
- 5) Mayor cantidad de goles de visita marcados; en caso de igualdad;
- 6) Menor cantidad de tarjetas rojas recibidas; en caso de igualdad;
- 7) Menor cantidad de tarjetas amarillas recibidas; en caso de igualdad;
- 8) Sorteo.

En cuanto al campeón del torneo, se definirá de acuerdo al siguiente sistema:
- A) Mayor cantidad de puntos obtenidos; en caso de igualdad;
- B) Partido de definición en cancha neutral.

En caso de que la igualdad sea de más de dos equipos, esta se dejará reducida a dos clubes, de acuerdo al orden de clasificación de los equipos determinado anteriormente.
El equipo que finaliza en el primer lugar de la tabla, tras el término de la Fase Regular, se coronará campeón y ascenderá de manera directa a la Primera División, para el año 2026. El segundo cupo de ascenso a la Primera División, para el año 2026, la disputarán en partidos de ida y vuelta, el equipo que obtenga el subcampeonato, tras la Fase Regular y una liguilla, que la disputarán los equipos que terminen del 3.ᵉʳ al 8.º lugar de la tabla.
El equipo que finalice en el último lugar de la tabla, descenderá automáticamente a la Segunda División Profesional para el año 2026, siendo reemplazado por el equipo, que se consagre campeón del torneo de la categoría señalada.
Además, se incorpora la novedad de que si 2 equipos, terminen empatados en puntaje, en el último lugar de la tabla, el descenso a la Segunda División Profesional 2026, se definirá mediante un Partido de Definición en cancha neutral.

## Árbitros
Esta es la lista de árbitros del torneo de Primera B, de la temporada 2024. Los árbitros de la Primera División, pueden arbitrar en el principio de este torneo, siempre y cuando no sean designados, para arbitrar en una fecha del campeonato de la categoría mencionada. Los árbitros que aparecen en la lista, pueden dirigir en las otras dos categorías profesionales, si la ANFP así lo estime conveniente. 
| Árbitros          | Edad    | Categoría |
| ----------------- | ------- | --------- |
| Reinerio Alvarado | 31 años |           |
| Cristián Andaur   | 46 años |           |
| Fabián Aracena    | 41 años |           |
| Claudio Aranda    | 52 años |           |
| Franco Arrué      | 47 años |           |
| Patricio Blanca   | 44 años |           |
| Claudio Cevasco   | 34 años |           |
| Claudio Díaz      | 35 años |           |
| Emerson Domínguez | 38 años |           |
| Cristián Droguett | 43 años |           |
| Cristián Galaz    | 36 años |           |
| Angelo Hermosilla | 46 años |           |
| Felipe Jara       | 40 años |           |
| Franco Jiménez    | 35 años |           |
| Jorge Oses        | 31 años |           |
| Gastón Philippe   | 32 años |           |
| Nicolás Pozo      | 35 años |           |
| Mathias Riquelme  | 32 años |           |
| Rafael Troncoso   | 48 años |           |
| Diego Vidal       | 35 años |           |

## Relevos
| Pos.  | a Primera División |
| ----- | ------------------ |
| 1.º   | Deportes La Serena |
| Prom. | Deportes Limache   |

| Pos. | a Primera B      |
| ---- | ---------------- |
| 15.º | Cobreloa         |
| 16.º | Deportes Copiapó |

| Pos. | a Primera B         |
| ---- | ------------------- |
| 1.º  | Deportes Concepción |

| Pos. | a Segunda División |
| ---- | ------------------ |
| 16.º | Barnechea          |

## Localización
| \| Equipo \| Región \| Ciudad \| \| ------------------------- \| ------------------ \| ------------ \| \| San Marcos de Arica \| Arica y Parinacota \| Arica \| \| Cobreloa \| Antofagasta \| Calama \| \| Deportes Antofagasta \| Antofagasta \| Antofagasta \| \| Deportes Copiapó \| Atacama \| Copiapó \| \| San Luis de Quillota \| Valparaíso \| Quillota \| \| Santiago Wanderers \| Valparaíso \| Valparaíso \| \| Unión San Felipe \| Valparaíso \| San Felipe \| \| Deportes Recoleta \| Metropolitana \| Recoleta \| \| Magallanes \| Metropolitana \| San Bernardo \| \| Santiago Morning \| Metropolitana \| La Pintana \| \| Deportes Santa Cruz \| O'Higgins \| Santa Cruz \| \| Curicó Unido \| Maule \| Curicó \| \| Rangers \| Maule \| Talca \| \| Deportes Concepción \| Biobío \| Concepción \| \| Universidad de Concepción \| Biobío \| Concepción \| \| Deportes Temuco \| Araucanía \| Temuco \| |                    |              |
| Equipo | Región             | Ciudad       |
| San Marcos de Arica | Arica y Parinacota | Arica        |
| Cobreloa | Antofagasta        | Calama       |
| Deportes Antofagasta | Antofagasta        | Antofagasta  |
| Deportes Copiapó | Atacama            | Copiapó      |
| San Luis de Quillota | Valparaíso         | Quillota     |
| Santiago Wanderers | Valparaíso         | Valparaíso   |
| Unión San Felipe | Valparaíso         | San Felipe   |
| Deportes Recoleta | Metropolitana      | Recoleta     |
| Magallanes | Metropolitana      | San Bernardo |
| Santiago Morning | Metropolitana      | La Pintana   |
| Deportes Santa Cruz | O'Higgins          | Santa Cruz   |
| Curicó Unido | Maule              | Curicó       |
| Rangers | Maule              | Talca        |
| Deportes Concepción | Biobío             | Concepción   |
| Universidad de Concepción | Biobío             | Concepción   |
| Deportes Temuco | Araucanía          | Temuco       |

| Equipos de Santiago                                                                     |
| --------------------------------------------------------------------------------------- |
| Deportes Recoleta Santiago Morning Magallanes Ubicación de los clubes del Gran Santiago |

## Información
| Equipo                    | Entrenador          | Estadio                 | Capacidad | Proveedor | Auspiciador           |
| ------------------------- | ------------------- | ----------------------- | --------- | --------- | --------------------- |
| Cobreloa                  | César Bravo         | Zorros del Desierto     | 12.102    | Siker     | Sobek Ingenieros      |
| Curicó Unido              | Emiliano Astorga    | Municipal de Molina     | 2.000     | KS7       | Multihogar            |
| Deportes Antofagasta      | Luis Marcoleta      | Calvo y Bascuñán        | 21.770    | Claus-7   | Minera Escondida      |
| Deportes Concepción       | Patricio Almendra   | Ester Roa               | 33.000    | Kelme     | Coolbet               |
| Deportes Copiapó          | Hernán Caputto      | Luis Valenzuela         | 8.600     | KS7       | Kinross               |
| Deportes Recoleta         | Luis Landeros       | Leonel Sánchez          | 2.000     | Training  | Bradford Hill Clínica |
| Deportes Santa Cruz       | John Armijo         | Joaquín Muñoz           | 4.500     | OneFit    | CALS                  |
| Deportes Temuco           | Esteban Valencia    | Germán Becker           | 18.000    | M11       | Rosen                 |
| Magallanes                | Ivo Basay           | Luis Navarro            | 3.516     | Siker     |                       |
| Rangers                   | Erwin Durán         | Fiscal de Talca         | 7.000     | KS7       | PF Alimentos          |
| San Luis de Quillota      | Fernando Guajardo   | Lucio Fariña            | 7.700     | Claus-7   | CVU                   |
| San Marcos de Arica       | Germán Cavalieri    | Carlos Dittborn         | 10.000    | Siker     | TPA                   |
| Santiago Morning          | Cristian Febre      | Municipal de La Pintana | 5.000     | KS7       | Latamwin              |
| Santiago Wanderers        | Domingo Sorace      | Lucio Fariña            | 7.700     | KS7       | TPS Valparaíso        |
| Unión San Felipe          | Francisco Palladino | Javier Muñoz            | 10.000    | Claus-7   | GAET Ingeniería       |
| Universidad de Concepción | Cristián Muñoz      | Ester Roa               | 33.000    | Capelli   | Juegalo               |

## Clasificación
| Pos. | Equipo                    | Pts. | PJ | G  | E  | P  | GF | GC | Dif. |  |
| ---- | ------------------------- | ---- | -- | -- | -- | -- | -- | -- | ---- |  |
| 1    | Deportes Copiapó          | 36   | 21 | 10 | 6  | 5  | 26 | 12 | +14  |  |
| 2    | Santiago Wanderers        | 36   | 21 | 10 | 6  | 5  | 33 | 24 | +9   |  |
| 3    | Universidad de Concepción | 33   | 21 | 10 | 3  | 8  | 25 | 19 | +6   |  |
| 4    | San Marcos de Arica       | 33   | 21 | 10 | 3  | 8  | 28 | 29 | −1   |  |
| 5    | Cobreloa                  | 33   | 21 | 9  | 6  | 6  | 30 | 31 | −1   |  |
| 6    | Deportes Recoleta         | 31   | 21 | 8  | 7  | 6  | 24 | 23 | +1   |  |
| 7    | Deportes Antofagasta      | 29   | 21 | 7  | 8  | 6  | 30 | 26 | +4   |  |
| 8    | Deportes Concepción       | 29   | 21 | 8  | 5  | 8  | 25 | 23 | +2   |  |
| 9    | Rangers                   | 28   | 21 | 6  | 10 | 5  | 26 | 26 | 0    |  |
| 10   | San Luis de Quillota      | 27   | 21 | 7  | 6  | 8  | 19 | 24 | −5   |  |
| 11   | Deportes Temuco           | 25   | 21 | 6  | 7  | 8  | 23 | 27 | −4   |  |
| 12   | Curicó Unido              | 23   | 21 | 5  | 8  | 8  | 24 | 24 | 0    |  |
| 13   | Unión San Felipe          | 23   | 21 | 6  | 5  | 10 | 21 | 25 | −4   |  |
| 14   | Deportes Santa Cruz       | 22   | 21 | 5  | 7  | 9  | 24 | 29 | −5   |  |
| 15   | Magallanes                | 19   | 21 | 4  | 7  | 10 | 17 | 27 | −10  |  |
| 16   | Santiago Morning          | 18   | 21 | 7  | 6  | 8  | 17 | 23 | −6   |  |

Actualizado a los partidos jugados el 17 de agosto de 2025.
 Fuente: Campeonato Chileno
     Asciende a la Primera División.
     Accede a la Semifinal de los Play-Offs.
     Accede a los Cuartos de final de los Play-Offs.
     Desciende a la Segunda División.
| Sentencias                                 |
| ------------------------------------------ |
| - Reducción de 9 puntos a Santiago Morning |

## Evolución
| Equipo / Fecha            | 01   | 02   | 03   | 04   | 05   | 06   | 07   | 08   | 09   | 10   | 11   | 12   | 13   | 14   | 15   | 16   | 17   | 18   | 19   | 20   | 21   | 22 | 23 | 24 | 25 | 26 | 27 | 28 | 29 | 30 |
| ------------------------- | ---- | ---- | ---- | ---- | ---- | ---- | ---- | ---- | ---- | ---- | ---- | ---- | ---- | ---- | ---- | ---- | ---- | ---- | ---- | ---- | ---- | -- | -- | -- | -- | -- | -- | -- | -- | -- |
| Deportes Copiapó          | 7.°  | 8.°  | 4.°  | 3.°  | 1.°  | 2.°  | 3.°  | 2.°  | 2.°  | 3.°  | 2.°  | 1.°  | 2.°  | 2.°  | 2.°  | 2.°  | 1.°  | 1.°  | 1.°  | 1.°  | 1.°  | .° | .° | .° | .° | .° | .° | .° | .° | .° |
| Santiago Wanderers        | 10.° | 5.°  | 1.°  | 1.°  | 2.°  | 1.°  | 1.°  | 3.°  | 4.°  | 5.°  | 8.°  | 7.°  | 8.°  | 4.°  | 3.°  | 3.°  | 3.°  | 3.°  | 3.°  | 2.°  | 2.°  | .° | .° | .° | .° | .° | .° | .° | .° | .° |
| Universidad de Concepción | 11.° | 4.°  | 2.°  | 4.°  | 3.°  | 4.°  | 7.°  | 8.°  | 10.° | 7.°  | 5.°  | 3.°  | 3.°  | 3.°  | 4.°  | 4.°  | 4.°  | 4.°  | 6.°  | 4.°  | 3.°  | .° | .° | .° | .° | .° | .° | .° | .° | .° |
| San Marcos de Arica       | 13.° | 12.° | 8.°  | 11.° | 7.°  | 3.°  | 2.°  | 1.°  | 1.°  | 1.°  | 1.°  | 2.°  | 1.°  | 1.°  | 1.°  | 1.°  | 2.°  | 2.°  | 2.°  | 3.°  | 4.°  | .° | .° | .° | .° | .° | .° | .° | .° | .° |
| Cobreloa                  | 4.°  | 9.°  | 12.° | 13.° | 8.°  | 6.°  | 6.°  | 7.°  | 5.°  | 4.°  | 4.°  | 6.°  | 6.°  | 9.°  | 6.°  | 8.°  | 6.°  | 5.°  | 4.°  | 6.°  | 5.°  | .° | .° | .° | .° | .° | .° | .° | .° | .° |
| Deportes Recoleta         | 15.° | 7.°  | 3.°  | 2.°  | 4.°  | 5.°  | 5.°  | 4.°  | 6.°  | 9.°  | 10.° | 8.°  | 7.°  | 7.°  | 8.°  | 5.°  | 5.°  | 9.°  | 7.°  | 5.°  | 6.°  | .° | .° | .° | .° | .° | .° | .° | .° | .° |
| Deportes Antofagasta      | 5.°  | 2.°  | 9.°  | 9.°  | 12.° | 10.° | 11.° | 11.° | 12.° | 11.° | 11.° | 12.° | 12.° | 11.° | 7.°  | 11.° | 12.° | 8.°  | 9.°  | 8.°  | 7.°  | .° | .° | .° | .° | .° | .° | .° | .° | .° |
| Deportes Concepción       | 6.°  | 14.° | 14.° | 15.° | 14.° | 12.° | 8.°  | 5.°  | 8.°  | 6.°  | 6.°  | 5.°  | 5.°  | 8.°  | 5.°  | 7.°  | 10.° | 6.°  | 5.°  | 7.°  | 8.°  | .° | .° | .° | .° | .° | .° | .° | .° | .° |
| Rangers                   | 1.°  | 1.°  | 7.°  | 7.°  | 5.°  | 9.°  | 10.° | 9.°  | 11.° | 8.°  | 9.°  | 10.° | 10.° | 5.°  | 10.° | 10.° | 7.°  | 7.°  | 10.° | 10.° | 9.°  | .° | .° | .° | .° | .° | .° | .° | .° | .° |
| San Luis de Quillota      | 9.°  | 10.° | 11.° | 5.°  | 10.° | 8.°  | 4.°  | 6.°  | 3.°  | 2.°  | 3.°  | 4.°  | 4.°  | 6.°  | 9.°  | 6.°  | 9.°  | 10.° | 8.°  | 9.°  | 10.° | .° | .° | .° | .° | .° | .° | .° | .° | .° |
| Deportes Temuco           | 8.°  | 11.° | 6.°  | 8.°  | 11.° | 13.° | 14.° | 15.° | 15.° | 13.° | 13.° | 11.° | 11.° | 12.° | 12.° | 12.° | 8.°  | 11.° | 11.° | 11.° | 11.° | .° | .° | .° | .° | .° | .° | .° | .° | .° |
| Curicó Unido              | 3.°  | 3.°  | 4.°  | 6.°  | 9.°  | 7.°  | 9.°  | 10.° | 7.°  | 10.° | 7.°  | 9.°  | 9.°  | 10.° | 11.° | 9.°  | 11.° | 12.° | 12.° | 12.° | 12.° | .° | .° | .° | .° | .° | .° | .° | .° | .° |
| Unión San Felipe          | 12.° | 13.° | 13.° | 14.° | 15.° | 15.° | 15.° | 14.° | 14.° | 15.° | 15.° | 15.° | 15.° | 16.° | 16.° | 16.° | 14.° | 13.° | 13.° | 13.° | 13.° | .° | .° | .° | .° | .° | .° | .° | .° | .° |
| Deportes Santa Cruz       | 14.° | 15.° | 15.° | 12.° | 13.° | 14.° | 13.° | 13.° | 13.° | 14.° | 14.° | 14.° | 14.° | 14.° | 13.° | 13.° | 13.° | 14.° | 14.° | 14.° | 14.° | .° | .° | .° | .° | .° | .° | .° | .° | .° |
| Magallanes                | 2.°  | 6.°  | 10.° | 10.° | 6.°  | 11.° | 12.° | 12.° | 9.°  | 12.° | 12.° | 13.° | 13.° | 13.° | 14.° | 15.° | 16.° | 16.° | 16.° | 15.° | 15.° | .° | .° | .° | .° | .° | .° | .° | .° | .° |
| Santiago Morning          | 16.° | 16.° | 16.° | 16.° | 16.° | 16.° | 16.° | 16.° | 16.° | 16.° | 16.° | 16.° | 16.° | 15.° | 15.° | 14.° | 15.° | 15.° | 15.° | 16.° | 16.° | .° | .° | .° | .° | .° | .° | .° | .° | .° |

## Resultados
- Los horarios corresponden al huso horario de Chile: UTC-4 en horario estándar y UTC-3 en horario de verano.

### Primera rueda
| Fecha 1              | Fecha 1   | Fecha 1                   | Fecha 1             | Fecha 1       | Fecha 1 |
| Local                | Resultado | Visita                    | Estadio             | Fecha         | Hora    |
| -------------------- | --------- | ------------------------- | ------------------- | ------------- | ------- |
| Deportes Concepción  | 2 - 2     | Deportes Temuco           | Ester Roa           | 21 de febrero | 20:30   |
| Santiago Wanderers   | 0 - 0     | Universidad de Concepción | Lucio Fariña        | 21 de febrero | 20:30   |
| Magallanes           | 3 - 0     | Deportes Recoleta         | Luis Navarro        | 22 de febrero | 18:00   |
| Deportes Copiapó     | 2 - 2     | Santiago Morning          | Luis Valenzuela     | 22 de febrero | 18:00   |
| San Luis de Quillota | 0 - 0     | Deportes Antofagasta      | Lucio Fariña        | 22 de febrero | 20:30   |
| Cobreloa             | 1 - 1     | Unión San Felipe          | Zorros del Desierto | 23 de febrero | 18:00   |
| Deportes Santa Cruz  | 0 - 3     | Rangers                   | Joaquín Muñoz       | 23 de febrero | 20:30   |
| San Marcos de Arica  | 1 - 2     | Curicó Unido              | Carlos Dittborn     | 24 de febrero | 21:00   |

| Fecha 2                   | Fecha 2   | Fecha 2              | Fecha 2                 | Fecha 2       | Fecha 2 |
| Local                     | Resultado | Visita               | Estadio                 | Fecha         | Hora    |
| ------------------------- | --------- | -------------------- | ----------------------- | ------------- | ------- |
| Santiago Morning          | 2 - 1     | Deportes Temuco      | Municipal de La Pintana | 28 de febrero | 18:00   |
| Deportes Recoleta         | 3 - 2     | Deportes Santa Cruz  | Leonel Sánchez          | 28 de febrero | 18:00   |
| Universidad de Concepción | 2 - 1     | Magallanes           | Ester Roa               | 28 de febrero | 20:30   |
| Rangers                   | 2 - 2     | San Luis de Quillota | Tucapel Bustamante      | 1 de marzo    | 18:00   |
| San Marcos de Arica       | 1 - 1     | Cobreloa             | Carlos Dittborn         | 1 de marzo    | 20:30   |
| Unión San Felipe          | 0 - 1     | Santiago Wanderers   | Javier Muñoz            | 2 de marzo    | 18:00   |
| Deportes Antofagasta      | 3 - 1     | Deportes Concepción  | Zorros del Desierto     | 2 de marzo    | 18:00   |
| Curicó Unido              | 1 - 1     | Deportes Copiapó     | Joaquín Muñoz           | 2 de marzo    | 20:30   |

| Fecha 3              | Fecha 3   | Fecha 3                   | Fecha 3                 | Fecha 3     | Fecha 3 |
| Local                | Resultado | Visita                    | Estadio                 | Fecha       | Hora    |
| -------------------- | --------- | ------------------------- | ----------------------- | ----------- | ------- |
| Magallanes           | 0 - 1     | San Marcos de Arica       | Luis Navarro            | 7 de marzo  | 18:00   |
| Cobreloa             | 0 - 2     | Universidad de Concepción | Zorros del Desierto     | 7 de marzo  | 20:30   |
| Deportes Temuco      | 2 - 1     | Unión San Felipe          | Germán Becker           | 8 de marzo  | 18:00   |
| Deportes Copiapó     | 3 - 0     | Rangers                   | Luis Valenzuela         | 8 de marzo  | 18:00   |
| Deportes Concepción  | 0 - 1     | Deportes Recoleta         | Ester Roa               | 9 de marzo  | 12:00   |
| Santiago Morning     | 0 - 0     | Curicó Unido              | Municipal de La Pintana | 9 de marzo  | 18:00   |
| San Luis de Quillota | 1 - 1     | Deportes Santa Cruz       | Lucio Fariña            | 9 de marzo  | 20:30   |
| Santiago Wanderers   | 4 - 0     | Deportes Antofagasta      | Lucio Fariña            | 10 de marzo | 20:00   |

| Fecha 4                   | Fecha 4   | Fecha 4              | Fecha 4             | Fecha 4     | Fecha 4 |
| Local                     | Resultado | Visita               | Estadio             | Fecha       | Hora    |
| ------------------------- | --------- | -------------------- | ------------------- | ----------- | ------- |
| Unión San Felipe          | 0 - 1     | Deportes Copiapó     | Javier Muñoz        | 14 de marzo | 18:00   |
| Universidad de Concepción | 1 - 2     | San Luis de Quillota | Ester Roa           | 14 de marzo | 20:15   |
| Rangers                   | 1 - 1     | Cobreloa             | Tucapel Bustamante  | 15 de marzo | 18:00   |
| San Marcos de Arica       | 1 - 2     | Santiago Wanderers   | Carlos Dittborn     | 16 de marzo | 12:00   |
| Deportes Santa Cruz       | 2 - 0     | Deportes Concepción  | Joaquín Muñoz       | 16 de marzo | 20:30   |
| Deportes Recoleta         | 1 - 0     | Santiago Morning     | Leonel Sánchez      | 17 de marzo | 18:00   |
| Deportes Antofagasta      | 0 - 0     | Deportes Temuco      | Zorros del Desierto | 17 de marzo | 18:00   |
| Curicó Unido              | 1 - 1     | Magallanes           | Joaquín Muñoz       | 17 de marzo | 20:30   |

| Fecha 5                   | Fecha 5   | Fecha 5              | Fecha 5                 | Fecha 5     | Fecha 5 |
| Local                     | Resultado | Visita               | Estadio                 | Fecha       | Hora    |
| ------------------------- | --------- | -------------------- | ----------------------- | ----------- | ------- |
| Cobreloa                  | 4 - 2     | Deportes Antofagasta | Zorros del Desierto     | 28 de marzo | 18:15   |
| Universidad de Concepción | 1 - 0     | Deportes Santa Cruz  | Ester Roa               | 28 de marzo | 20:30   |
| Unión San Felipe          | 0 - 0     | Deportes Recoleta    | Javier Muñoz            | 29 de marzo | 18:00   |
| Magallanes                | 1 - 0     | San Luis de Quillota | Luis Navarro            | 30 de marzo | 17:30   |
| Curicó Unido              | 2 - 3     | Deportes Concepción  | Joaquín Muñoz           | 30 de marzo | 20:30   |
| Santiago Morning          | 0 - 1     | Rangers              | Municipal de La Pintana | 31 de marzo | 17:30   |
| Deportes Temuco           | 1 - 3     | San Marcos de Arica  | Germán Becker           | 31 de marzo | 20:30   |
| Deportes Copiapó          | 3 - 0     | Santiago Wanderers   | Luis Valenzuela         | 31 de marzo | 20:30   |

| Fecha 6              | Fecha 6   | Fecha 6                   | Fecha 6             | Fecha 6     | Fecha 6 |
| Local                | Resultado | Visita                    | Estadio             | Fecha       | Hora    |
| -------------------- | --------- | ------------------------- | ------------------- | ----------- | ------- |
| San Luis de Quillota | 2 - 1     | Unión San Felipe          | Lucio Fariña        | 11 de abril | 20:00   |
| Deportes Recoleta    | 1 - 2     | Deportes Antofagasta      | Leonel Sánchez      | 12 de abril | 12:00   |
| Rangers              | 0 - 1     | Curicó Unido              | Tucapel Bustamante  | 12 de abril | 15:00   |
| Cobreloa             | 2 - 0     | Magallanes                | Zorros del Desierto | 12 de abril | 17:30   |
| Deportes Concepción  | 2 - 0     | Deportes Copiapó          | Ester Roa           | 13 de abril | 12:30   |
| Santiago Wanderers   | 2 - 1     | Deportes Temuco           | Lucio Fariña        | 13 de abril | 15:00   |
| Deportes Santa Cruz  | 0 - 2     | Santiago Morning          | Joaquín Muñoz       | 13 de abril | 18:00   |
| San Marcos de Arica  | 1 - 0     | Universidad de Concepción | Carlos Dittborn     | 13 de abril | 20:30   |

| Fecha 7                   | Fecha 7   | Fecha 7              | Fecha 7                 | Fecha 7     | Fecha 7 |
| Local                     | Resultado | Visita               | Estadio                 | Fecha       | Hora    |
| ------------------------- | --------- | -------------------- | ----------------------- | ----------- | ------- |
| Deportes Temuco           | 0 - 1     | San Luis de Quillota | Germán Becker           | 18 de abril | 12:30   |
| Santiago Wanderers        | 1 - 1     | Deportes Recoleta    | Lucio Fariña            | 18 de abril | 12:30   |
| Curicó Unido              | 2 - 3     | Deportes Santa Cruz  | Joaquín Muñoz           | 18 de abril | 15:30   |
| Santiago Morning          | 0 - 1     | San Marcos de Arica  | Municipal de La Pintana | 19 de abril | 12:30   |
| Deportes Copiapó          | 1 - 1     | Cobreloa             | Luis Valenzuela         | 19 de abril | 15:00   |
| Deportes Antofagasta      | 2 - 2     | Unión San Felipe     | Calvo y Bascuñán        | 20 de abril | 12:30   |
| Magallanes                | 1 - 1     | Rangers              | Luis Navarro            | 20 de abril | 15:00   |
| Universidad de Concepción | 1 - 2     | Deportes Concepción  | Ester Roa               | 20 de abril | 17:30   |

| Fecha 8              | Fecha 8   | Fecha 8                   | Fecha 8                 | Fecha 8     | Fecha 8 |
| Local                | Resultado | Visita                    | Estadio                 | Fecha       | Hora    |
| -------------------- | --------- | ------------------------- | ----------------------- | ----------- | ------- |
| Deportes Santa Cruz  | 0 - 1     | Deportes Copiapó          | Joaquín Muñoz           | 26 de abril | 12:00   |
| Deportes Recoleta    | 1 - 0     | Universidad de Concepción | Leonel Sánchez          | 26 de abril | 12:00   |
| Rangers              | 3 - 3     | Santiago Wanderers        | Tucapel Bustamante      | 26 de abril | 15:00   |
| Deportes Temuco      | 0 - 0     | Curicó Unido              | Germán Becker           | 26 de abril | 17:30   |
| Deportes Antofagasta | 2 - 3     | San Marcos de Arica       | Calvo y Bascuñán        | 27 de abril | 12:30   |
| Santiago Morning     | 0 - 3     | Deportes Concepción       | Municipal de La Pintana | 27 de abril | 12:30   |
| Unión San Felipe     | 1 - 0     | Magallanes                | Javier Muñoz            | 27 de abril | 15:00   |
| San Luis de Quillota | 1 - 1     | Cobreloa                  | Lucio Fariña            | 27 de abril | 17:30   |

| Fecha 9                   | Fecha 9   | Fecha 9              | Fecha 9                 | Fecha 9   | Fecha 9 |
| Local                     | Resultado | Visita               | Estadio                 | Fecha     | Hora    |
| ------------------------- | --------- | -------------------- | ----------------------- | --------- | ------- |
| Universidad de Concepción | 0 - 0     | Rangers              | El Morro                | 2 de mayo | 15:00   |
| Curicó Unido              | 3 - 0     | Unión San Felipe     | Joaquín Muñoz           | 3 de mayo | 15:00   |
| Cobreloa                  | 2 - 1     | Deportes Concepción  | Zorros del Desierto     | 3 de mayo | 17:30   |
| San Marcos de Arica       | 2 - 1     | Deportes Recoleta    | Carlos Dittborn         | 3 de mayo | 20:00   |
| Santiago Morning          | 1 - 1     | Deportes Antofagasta | Municipal de La Pintana | 4 de mayo | 12:30   |
| Deportes Copiapó          | 3 - 0     | Deportes Temuco      | Luis Valenzuela         | 4 de mayo | 15:00   |
| Santiago Wanderers        | 0 - 1     | San Luis de Quillota | Lucio Fariña            | 4 de mayo | 17:30   |
| Magallanes                | 3 - 0     | Deportes Santa Cruz  | Luis Navarro            | 5 de mayo | 15:00   |

| Fecha 10                  | Fecha 10  | Fecha 10            | Fecha 10         | Fecha 10   | Fecha 10 |
| Local                     | Resultado | Visita              | Estadio          | Fecha      | Hora     |
| ------------------------- | --------- | ------------------- | ---------------- | ---------- | -------- |
| Deportes Recoleta         | 0 - 1     | Cobreloa            | Leonel Sánchez   | 17 de mayo | 12:30    |
| Deportes Concepción       | 1 - 0     | San Marcos de Arica | Huachipato       | 17 de mayo | 12:30    |
| Unión San Felipe          | 0 - 2     | Rangers             | Javier Muñoz     | 17 de mayo | 15:00    |
| San Luis de Quillota      | 1 - 0     | Curicó Unido        | Lucio Fariña     | 17 de mayo | 17:30    |
| Universidad de Concepción | 5 - 1     | Santiago Morning    | El Morro         | 18 de mayo | 12:30    |
| Deportes Antofagasta      | 1 - 0     | Deportes Copiapó    | Calvo y Bascuñán | 18 de mayo | 12:30    |
| Deportes Santa Cruz       | 2 - 2     | Santiago Wanderers  | Joaquín Muñoz    | 18 de mayo | 15:00    |
| Deportes Temuco           | 3 - 0     | Magallanes          | Germán Becker    | 18 de mayo | 17:30    |

| Fecha 11            | Fecha 11  | Fecha 11                  | Fecha 11            | Fecha 11   | Fecha 11 |
| Local               | Resultado | Visita                    | Estadio             | Fecha      | Hora     |
| ------------------- | --------- | ------------------------- | ------------------- | ---------- | -------- |
| Cobreloa            | 1 - 1     | Deportes Santa Cruz       | Zorros del Desierto | 23 de mayo | 18:00    |
| San Marcos de Arica | 2 - 1     | San Luis de Quillota      | Carlos Dittborn     | 23 de mayo | 20:30    |
| Deportes Copiapó    | 3 - 0     | Deportes Recoleta         | Luis Valenzuela     | 24 de mayo | 12:30    |
| Magallanes          | 0 - 0     | Deportes Concepción       | Luis Navarro        | 24 de mayo | 12:30    |
| Rangers             | 2 - 3     | Deportes Temuco           | Tucapel Bustamante  | 24 de mayo | 15:00    |
| Curicó Unido        | 1 - 0     | Deportes Antofagasta      | Joaquín Muñoz       | 25 de mayo | 12:30    |
| Unión San Felipe    | 1 - 2     | Universidad de Concepción | Javier Muñoz        | 25 de mayo | 15:00    |
| Santiago Wanderers  | 2 - 3     | Santiago Morning          | Lucio Fariña        | 25 de mayo | 17:30    |

| Fecha 12             | Fecha 12  | Fecha 12                  | Fecha 12                | Fecha 12   | Fecha 12 |
| Local                | Resultado | Visita                    | Estadio                 | Fecha      | Hora     |
| -------------------- | --------- | ------------------------- | ----------------------- | ---------- | -------- |
| Deportes Recoleta    | 3 - 1     | San Luis de Quillota      | Leonel Sánchez          | 30 de mayo | 15:00    |
| San Marcos de Arica  | 0 - 1     | Deportes Copiapó          | Carlos Dittborn         | 30 de mayo | 20:00    |
| Curicó Unido         | 1 - 2     | Universidad de Concepción | Municipal de Molina     | 31 de mayo | 15:00    |
| Deportes Temuco      | 2 - 0     | Cobreloa                  | Germán Becker           | 31 de mayo | 17:30    |
| Santiago Morning     | 0 - 0     | Magallanes                | Municipal de La Pintana | 1 de junio | 12:30    |
| Deportes Antofagasta | 1 - 1     | Rangers                   | Calvo y Bascuñán        | 1 de junio | 12:30    |
| Deportes Santa Cruz  | 1 - 1     | Unión San Felipe          | Joaquín Muñoz           | 1 de junio | 15:00    |
| Deportes Concepción  | 0 - 0     | Santiago Wanderers        | Ester Roa               | 1 de junio | 17:30    |

| Fecha 13                  | Fecha 13  | Fecha 13             | Fecha 13            | Fecha 13   | Fecha 13 |
| Local                     | Resultado | Visita               | Estadio             | Fecha      | Hora     |
| ------------------------- | --------- | -------------------- | ------------------- | ---------- | -------- |
| Unión San Felipe          | 1 - 2     | San Marcos de Arica  | Javier Muñoz        | 7 de junio | 12:30    |
| Rangers                   | 1 - 1     | Deportes Recoleta    | Tucapel Bustamante  | 8 de junio | 15:00    |
| Deportes Santa Cruz       | 2 - 0     | Deportes Temuco      | Joaquín Muñoz       | 5 de julio | 12:00    |
| Santiago Wanderers        | 2 - 1     | Curicó Unido         | Lucio Fariña        | 5 de julio | 18:00    |
| Universidad de Concepción | 0 - 1     | Deportes Antofagasta | Ester Roa           | 5 de julio | 18:00    |
| Cobreloa                  | 0 - 1     | Santiago Morning     | Zorros del Desierto | 6 de julio | 12:30    |
| Magallanes                | 0 - 1     | Deportes Copiapó     | Luis Navarro        | 6 de julio | 15:00    |
| San Luis de Quillota      | 0 - 2     | Deportes Concepción  | Lucio Fariña        | 6 de julio | 17:30    |

| Fecha 14             | Fecha 14  | Fecha 14                  | Fecha 14                | Fecha 14    | Fecha 14 |
| Local                | Resultado | Visita                    | Estadio                 | Fecha       | Hora     |
| -------------------- | --------- | ------------------------- | ----------------------- | ----------- | -------- |
| Deportes Temuco      | 0 - 0     | Universidad de Concepción | Germán Becker           | 14 de junio | 12:30    |
| Curicó Unido         | 1 - 1     | Deportes Recoleta         | Municipal de Molina     | 14 de junio | 15:00    |
| Santiago Wanderers   | 5 - 1     | Cobreloa                  | Lucio Fariña            | 14 de junio | 17:30    |
| San Marcos de Arica  | 2 - 1     | Deportes Santa Cruz       | Carlos Dittborn         | 14 de junio | 20:00    |
| Deportes Antofagasta | 5 - 0     | Magallanes                | Calvo y Bascuñán        | 15 de junio | 12:30    |
| Santiago Morning     | 2 - 1     | Unión San Felipe          | Municipal de La Pintana | 15 de junio | 15:00    |
| Deportes Concepción  | 1 - 2     | Rangers                   | Ester Roa               | 15 de junio | 17:30    |
| Deportes Copiapó     | 3 - 0     | San Luis de Quillota      | Luis Valenzuela         | 16 de junio | 20:00    |

| Fecha 15                  | Fecha 15  | Fecha 15             | Fecha 15            | Fecha 15    | Fecha 15 |
| Local                     | Resultado | Visita               | Estadio             | Fecha       | Hora     |
| ------------------------- | --------- | -------------------- | ------------------- | ----------- | -------- |
| Unión San Felipe          | 2 - 1     | Deportes Concepción  | Javier Muñoz        | 20 de junio | 12:30    |
| Cobreloa                  | 3 - 2     | Curicó Unido         | Zorros del Desierto | 20 de junio | 15:00    |
| Deportes Recoleta         | 2 - 2     | Deportes Temuco      | Leonel Sánchez      | 20 de junio | 15:00    |
| Magallanes                | 0 - 0     | Santiago Wanderers   | Luis Navarro        | 21 de junio | 12:30    |
| Rangers                   | 1 - 2     | San Marcos de Arica  | Tucapel Bustamante  | 21 de junio | 15:00    |
| San Luis de Quillota      | 0 - 0     | Santiago Morning     | Lucio Fariña        | 21 de junio | 20:00    |
| Deportes Santa Cruz       | 3 - 0     | Deportes Antofagasta | Joaquín Muñoz       | 22 de junio | 12:30    |
| Universidad de Concepción | 1 - 0     | Deportes Copiapó     | Ester Roa           | 22 de junio | 15:00    |

### Segunda rueda
| Fecha 16                  | Fecha 16  | Fecha 16             | Fecha 16                | Fecha 16    | Fecha 16 |
| Local                     | Resultado | Visita               | Estadio                 | Fecha       | Hora     |
| ------------------------- | --------- | -------------------- | ----------------------- | ----------- | -------- |
| Unión San Felipe          | 3 - 0     | Cobreloa             | Javier Muñoz            | 12 de julio | 12:00    |
| Curicó Unido              | 5 - 3     | San Marcos de Arica  | Municipal de Molina     | 12 de julio | 12:00    |
| Rangers                   | 2 - 2     | Deportes Santa Cruz  | Fiscal Manuel Moya      | 12 de julio | 15:00    |
| Universidad de Concepción | 0 - 3     | Santiago Wanderers   | Ester Roa               | 12 de julio | 19:00    |
| Deportes Antofagasta      | 1 - 2     | San Luis de Quillota | Calvo y Bascuñán        | 13 de julio | 12:30    |
| Santiago Morning          | 1 - 0     | Deportes Copiapó     | Municipal de La Pintana | 13 de julio | 12:30    |
| Deportes Recoleta         | 2 - 0     | Magallanes           | Leonel Sánchez          | 13 de julio | 15:00    |
| Deportes Temuco           | 2 - 1     | Deportes Concepción  | Germán Becker           | 13 de julio | 17:30    |

| Fecha 17             | Fecha 17  | Fecha 17                  | Fecha 17            | Fecha 17    | Fecha 17 |
| Local                | Resultado | Visita                    | Estadio             | Fecha       | Hora     |
| -------------------- | --------- | ------------------------- | ------------------- | ----------- | -------- |
| Cobreloa             | 2 - 0     | San Marcos de Arica       | Zorros del Desierto | 19 de julio | 12:30    |
| Deportes Santa Cruz  | 0 - 0     | Deportes Recoleta         | Joaquín Muñoz       | 19 de julio | 15:00    |
| Deportes Concepción  | 0 - 0     | Deportes Antofagasta      | Ester Roa           | 19 de julio | 19:00    |
| Deportes Copiapó     | 1 - 1     | Curicó Unido              | Luis Valenzuela     | 20 de julio | 12:30    |
| Magallanes           | 1 - 2     | Universidad de Concepción | Luis Navarro        | 20 de julio | 15:00    |
| Deportes Temuco      | 2 - 1     | Santiago Morning          | Germán Becker       | 20 de julio | 17:30    |
| San Luis de Quillota | 1 - 2     | Rangers                   | Lucio Fariña        | 20 de julio | 20:00    |
| Santiago Wanderers   | 1 - 3     | Unión San Felipe          | Lucio Fariña        | 21 de julio | 20:30    |

| Fecha 18                  | Fecha 18  | Fecha 18             | Fecha 18            | Fecha 18    | Fecha 18 |
| Local                     | Resultado | Visita               | Estadio             | Fecha       | Hora     |
| ------------------------- | --------- | -------------------- | ------------------- | ----------- | -------- |
| Deportes Recoleta         | 2 - 3     | Deportes Concepción  | Leonel Sánchez      | 25 de julio | 15:00    |
| Unión San Felipe          | 1 - 0     | Deportes Temuco      | Javier Muñoz        | 26 de julio | 12:30    |
| Deportes Santa Cruz       | 2 - 2     | San Luis de Quillota | Joaquín Muñoz       | 26 de julio | 12:30    |
| Curicó Unido              | 0 - 1     | Santiago Morning     | Municipal de Molina | 26 de julio | 15:00    |
| Universidad de Concepción | 0 - 1     | Cobreloa             | Ester Roa           | 26 de julio | 19:00    |
| Deportes Antofagasta      | 4 - 1     | Santiago Wanderers   | Calvo y Bascuñan    | 27 de julio | 12:30    |
| Rangers                   | 0 - 0     | Deportes Copiapó     | Fiscal Manuel Moya  | 27 de julio | 15:00    |
| San Marcos de Arica       | 2 - 2     | Magallanes           | Carlos Dittborn     | 28 de julio | 20:15    |

| Fecha 19             | Fecha 19  | Fecha 19                  | Fecha 19                | Fecha 19    | Fecha 19 |
| Local                | Resultado | Visita                    | Estadio                 | Fecha       | Hora     |
| -------------------- | --------- | ------------------------- | ----------------------- | ----------- | -------- |
| Santiago Morning     | 0 - 2     | Deportes Recoleta         | Municipal de La Pintana | 1 de agosto | 15:00    |
| Magallanes           | 0 - 0     | Curicó Unido              | Luis Navarro            | 2 de agosto | 12:30    |
| Cobreloa             | 4 - 1     | Rangers                   | Zorros del Desierto     | 2 de agosto | 15:00    |
| San Luis de Quillota | 1 - 0     | Universidad de Concepción | Lucio Fariña            | 2 de agosto | 20:00    |
| Deportes Temuco      | 2 - 2     | Deportes Antofagasta      | Germán Becker           | 3 de agosto | 12:30    |
| Deportes Copiapó     | 0 - 0     | Unión San Felipe          | Luis Valenzuela         | 3 de agosto | 15:00    |
| Santiago Wanderers   | 1 - 0     | San Marcos de Arica       | Lucio Fariña            | 3 de agosto | 20:00    |
| Deportes Concepción  | 1 - 0     | Deportes Santa Cruz       | Ester Roa               | 4 de agosto | 19:30    |

| Fecha 20             | Fecha 20  | Fecha 20                  | Fecha 20           | Fecha 20     | Fecha 20 |
| Local                | Resultado | Visita                    | Estadio            | Fecha        | Hora     |
| -------------------- | --------- | ------------------------- | ------------------ | ------------ | -------- |
| San Luis de Quillota | 0 - 1     | Magallanes                | Lucio Fariña       | 8 de agosto  | 19:00    |
| Rangers              | 0 - 0     | Santiago Morning          | Fiscal Manuel Moya | 9 de agosto  | 12:30    |
| Deportes Santa Cruz  | 1 - 2     | Universidad de Concepción | Joaquín Muñoz      | 9 de agosto  | 15:00    |
| Santiago Wanderers   | 1 - 0     | Deportes Copiapó          | Lucio Fariña       | 9 de agosto  | 17:30    |
| San Marcos de Arica  | 0 - 0     | Deportes Temuco           | Carlos Dittborn    | 9 de agosto  | 20:00    |
| Deportes Antofagasta | 3 - 0     | Cobreloa                  | Calvo y Bascuñan   | 10 de agosto | 12:30    |
| Deportes Recoleta    | 2 - 1     | Unión San Felipe          | Leonel Sánchez     | 10 de agosto | 15:00    |
| Deportes Concepción  | 0 - 0     | Curicó Unido              | Ester Roa          | 10 de agosto | 17:30    |

| Fecha 21                  | Fecha 21  | Fecha 21             | Fecha 21                | Fecha 21     | Fecha 21 |
| Local                     | Resultado | Visita               | Estadio                 | Fecha        | Hora     |
| ------------------------- | --------- | -------------------- | ----------------------- | ------------ | -------- |
| Universidad de Concepción | 4 - 1     | San Marcos de Arica  | Ester Roa               | 15 de agosto | 12:30    |
| Santiago Morning          | 0 - 1     | Deportes Santa Cruz  | Municipal de La Pintana | 15 de agosto | 15:00    |
| Deportes Temuco           | 0 - 2     | Santiago Wanderers   | Germán Becker           | 15 de agosto | 17:30    |
| Unión San Felipe          | 1 - 0     | San Luis de Quillota | Javier Muñoz            | 16 de agosto | 12:30    |
| Curicó Unido              | 0 - 1     | Rangers              | Municipal de Molina     | 16 de agosto | 15:00    |
| Deportes Copiapó          | 2 - 1     | Deportes Concepción  | Luis Valenzuela         | 16 de agosto | 17:30    |
| Deportes Antofagasta      | 0 - 0     | Deportes Recoleta    | Calvo y Bascuñán        | 17 de agosto | 12:30    |
| Magallanes                | 3 - 4     | Cobreloa             | Luis Navarro            | 17 de agosto | 15:00    |

| Fecha 22             | Fecha 22  | Fecha 22                  | Fecha 22            | Fecha 22     | Fecha 22 |
| Local                | Resultado | Visita                    | Estadio             | Fecha        | Hora     |
| -------------------- | --------- | ------------------------- | ------------------- | ------------ | -------- |
| San Marcos de Arica  | vs        | Santiago Morning          | Carlos Dittborn     | 22 de agosto | 20:00    |
| Unión San Felipe     | vs        | Deportes Antofagasta      | Javier Muñoz        | 23 de agosto | 12:30    |
| Deportes Recoleta    | vs        | Santiago Wanderers        | Leonel Sánchez      | 23 de agosto | 12:30    |
| Rangers              | vs        | Magallanes                | Fiscal Manuel Moya  | 23 de agosto | 15:00    |
| Cobreloa             | vs        | Deportes Copiapó          | Zorros del Desierto | 24 de agosto | 12:30    |
| Deportes Santa Cruz  | vs        | Curicó Unido              | Joaquín Muñoz       | 24 de agosto | 15:00    |
| Deportes Concepción  | vs        | Universidad de Concepción | Ester Roa           | 24 de agosto | 17:30    |
| San Luis de Quillota | vs        | Deportes Temuco           | Lucio Fariña        | 25 de agosto | 19:00    |

| Fecha 23                  | Fecha 23  | Fecha 23             | Fecha 23            | Fecha 23        | Fecha 23 |
| Local                     | Resultado | Visita               | Estadio             | Fecha           | Hora     |
| ------------------------- | --------- | -------------------- | ------------------- | --------------- | -------- |
| Magallanes                | vs        | Unión San Felipe     | Luis Navarro        | 29 de agosto    | 15:00    |
| Deportes Concepción       | vs        | Santiago Morning     | Ester Roa           | 29 de agosto    | 19:00    |
| Deportes Copiapó          | vs        | Deportes Santa Cruz  | Luis Valenzuela     | 30 de agosto    | 12:30    |
| Curicó Unido              | vs        | Deportes Temuco      | Municipal de Molina | 30 de agosto    | 15:00    |
| Santiago Wanderers        | vs        | Rangers              | Lucio Fariña        | 31 de agosto    | 12:30    |
| Cobreloa                  | vs        | San Luis de Quillota | Zorros del Desierto | 31 de agosto    | 15:00    |
| San Marcos de Arica       | vs        | Deportes Antofagasta | Carlos Dittborn     | 31 de agosto    | 17:30    |
| Universidad de Concepción | vs        | Deportes Recoleta    | Ester Roa           | 1 de septiembre | 19:00    |

| Fecha 24             | Fecha 24  | Fecha 24                  | Fecha 24           | Fecha 24        | Fecha 24 |
| Local                | Resultado | Visita                    | Estadio            | Fecha           | Hora     |
| -------------------- | --------- | ------------------------- | ------------------ | --------------- | -------- |
| San Luis de Quillota | vs        | Santiago Wanderers        | Lucio Fariña       | 6 de septiembre | 12:30    |
| Rangers              | vs        | Universidad de Concepción | Fiscal Manuel Moya | 6 de septiembre | 12:30    |
| Unión San Felipe     | vs        | Curicó Unido              | Javier Muñoz       | 6 de septiembre | 15:00    |
| Deportes Recoleta    | vs        | San Marcos de Arica       | Leonel Sánchez     | 6 de septiembre | 15:00    |
| Deportes Temuco      | vs        | Deportes Copiapó          | Germán Becker      | 6 de septiembre | 17:30    |
| Deportes Antofagasta | vs        | Santiago Morning          | Calvo y Bascuñán   | 7 de septiembre | 12:30    |
| Deportes Santa Cruz  | vs        | Magallanes                | Joaquín Muñoz      | 7 de septiembre | 15:00    |
| Deportes Concepción  | vs        | Cobreloa                  | Ester Roa          | 7 de septiembre | 17:30    |

| Fecha 25            | Fecha 25  | Fecha 25                  | Fecha 25 | Fecha 25         | Fecha 25 |
| Local               | Resultado | Visita                    | Estadio  | Fecha            | Hora     |
| ------------------- | --------- | ------------------------- | -------- | ---------------- | -------- |
| San Marcos de Arica | vs        | Deportes Concepción       |          | 14 de septiembre |          |
| Cobreloa            | vs        | Deportes Recoleta         |          | 14 de septiembre |          |
| Deportes Copiapó    | vs        | Deportes Antofagasta      |          | 14 de septiembre |          |
| Santiago Wanderers  | vs        | Deportes Santa Cruz       |          | 14 de septiembre |          |
| Magallanes          | vs        | Deportes Temuco           |          | 14 de septiembre |          |
| Santiago Morning    | vs        | Universidad de Concepción |          | 14 de septiembre |          |
| Curicó Unido        | vs        | San Luis de Quillota      |          | 14 de septiembre |          |
| Rangers             | vs        | Unión San Felipe          |          | 14 de septiembre |          |

| Fecha 26                  | Fecha 26  | Fecha 26            | Fecha 26 | Fecha 26     | Fecha 26 |
| Local                     | Resultado | Visita              | Estadio  | Fecha        | Hora     |
| ------------------------- | --------- | ------------------- | -------- | ------------ | -------- |
| Deportes Antofagasta      | vs        | Curicó Unido        |          | 5 de octubre |          |
| San Luis de Quillota      | vs        | San Marcos de Arica |          | 5 de octubre |          |
| Deportes Recoleta         | vs        | Deportes Copiapó    |          | 5 de octubre |          |
| Santiago Morning          | vs        | Santiago Wanderers  |          | 5 de octubre |          |
| Deportes Santa Cruz       | vs        | Cobreloa            |          | 5 de octubre |          |
| Deportes Concepción       | vs        | Magallanes          |          | 5 de octubre |          |
| Universidad de Concepción | vs        | Magallanes          |          | 5 de octubre |          |
| Deportes Temuco           | vs        | Rangers             |          | 5 de octubre |          |

| Fecha 27                  | Fecha 27  | Fecha 27             | Fecha 27 | Fecha 27      | Fecha 27 |
| Local                     | Resultado | Visita               | Estadio  | Fecha         | Hora     |
| ------------------------- | --------- | -------------------- | -------- | ------------- | -------- |
| Cobreloa                  | vs        | Deportes Temuco      |          | 12 de octubre |          |
| Deportes Copiapó          | vs        | San Marcos de Arica  |          | 12 de octubre |          |
| San Luis de Quillota      | vs        | Deportes Recoleta    |          | 12 de octubre |          |
| Santiago Wanderers        | vs        | Deportes Concepción  |          | 12 de octubre |          |
| Unión San Felipe          | vs        | Deportes Santa Cruz  |          | 12 de octubre |          |
| Magallanes                | vs        | Santiago Morning     |          | 12 de octubre |          |
| Rangers                   | vs        | Deportes Antofagasta |          | 12 de octubre |          |
| Universidad de Concepción | vs        | Curicó Unido         |          | 12 de octubre |          |

| Fecha 28             | Fecha 28  | Fecha 28                  | Fecha 28 | Fecha 28      | Fecha 28 |
| Local                | Resultado | Visita                    | Estadio  | Fecha         | Hora     |
| -------------------- | --------- | ------------------------- | -------- | ------------- | -------- |
| San Marcos de Arica  | vs        | Unión San Felipe          |          | 19 de octubre |          |
| Deportes Antofagasta | vs        | Universidad de Concepción |          | 19 de octubre |          |
| Deportes Copiapó     | vs        | Magallanes                |          | 19 de octubre |          |
| Deportes Recoleta    | vs        | Rangers                   |          | 19 de octubre |          |
| Santiago Morning     | vs        | Cobreloa                  |          | 19 de octubre |          |
| Curicó Unido         | vs        | Santiago Wanderers        |          | 19 de octubre |          |
| Deportes Concepción  | vs        | San Luis de Quillota      |          | 19 de octubre |          |
| Deportes Temuco      | vs        | Deportes Santa Cruz       |          | 19 de octubre |          |

| Fecha 29                  | Fecha 29  | Fecha 29             | Fecha 29 | Fecha 29      | Fecha 29 |
| Local                     | Resultado | Visita               | Estadio  | Fecha         | Hora     |
| ------------------------- | --------- | -------------------- | -------- | ------------- | -------- |
| Cobreloa                  | vs        | Santiago Wanderers   |          | 26 de octubre |          |
| San Luis de Quillota      | vs        | Deportes Copiapó     |          | 26 de octubre |          |
| Unión San Felipe          | vs        | Santiago Morning     |          | 26 de octubre |          |
| Deportes Recoleta         | vs        | Curicó Unido         |          | 26 de octubre |          |
| Magallanes                | vs        | Deportes Antofagasta |          | 26 de octubre |          |
| Deportes Santa Cruz       | vs        | San Marcos de Arica  |          | 26 de octubre |          |
| Rangers                   | vs        | Deportes Concepción  |          | 26 de octubre |          |
| Universidad de Concepción | vs        | Deportes Temuco      |          | 26 de octubre |          |

| Fecha 30             | Fecha 30  | Fecha 30                  | Fecha 30 | Fecha 30       | Fecha 30 |
| Local                | Resultado | Visita                    | Estadio  | Fecha          | Hora     |
| -------------------- | --------- | ------------------------- | -------- | -------------- | -------- |
| Deportes Copiapó     | vs        | Universidad de Concepción |          | 2 de noviembre |          |
| Curicó Unido         | vs        | Cobreloa                  |          | 2 de noviembre |          |
| San Marcos de Arica  | vs        | Rangers                   |          | 2 de noviembre |          |
| Deportes Antofagasta | vs        | Deportes Santa Cruz       |          | 2 de noviembre |          |
| Santiago Wanderers   | vs        | Magallanes                |          | 2 de noviembre |          |
| Santiago Morning     | vs        | San Luis de Quillota      |          | 2 de noviembre |          |
| Deportes Concepción  | vs        | Unión San Felipe          |          | 2 de noviembre |          |
| Deportes Temuco      | vs        | Deportes Recoleta         |          | 2 de noviembre |          |

## Campeón
|  |
|  |
|  |

## Play-Offs
En esta instancia, se enfrentarán los 7 equipos ubicados entre el 2.° y 8.° lugar de la tabla de posiciones, disputándose en partidos de ida y vuelta, una liguilla para definir el 2° Ascenso a la Primera División, para la temporada 2026, acompañando al equipo que se coronará campeón del torneo.

### Cuadro
| \| \| Cuartos de final \| Cuartos de final \| Cuartos de final \| Cuartos de final \| Cuartos de final \| \| \| Semifinal \| Semifinal \| Semifinal \| Semifinal \| Semifinal \| \| \| Final \| Final \| Final \| Final \| Final \| \| \| \| \| \| \| \| \| \| \| \| \| \| \| \| \| \| \| \| \| \| \| \| \| \| \| \| \| \| \| \| \| \| \| \| \| \| \| \| \| \| \| \| \| \| \| \| 3 \| \| \| \| \| \| \| \| \| \| \| \| \| \| \| \| \| \| \| \| \| \| \| \| \| \| \| \| \| \| \| \| \| \| \| \| \| \| \| \| \| \| \| \| 8 \| \| \| \| \| \| \| \| \| \| \| \| \| \| \| \| \| \| \| \| \| \| \| \| \| \| \| \| \| \| \| \| \| \| \| \| \| \| \| \| \| \| \| \| \| \| \| \| \| \| \| \| \| \| \| \| \| \| \| \| \| \| \| \| \| \| \| \| \| \| \| \| \| \| \| \| \| \| \| \| \| \| \| \| \| \| \| \| 4 \| \| \| \| \| \| \| \| \| \| \| \| \| \| \| \| \| \| \| \| \| \| \| \| \| \| \| \| \| \| \| \| \| \| \| \| \| \| \| \| \| \| \| \| 7 \| \| \| \| \| \| \| \| \| \| \| \| \| \| \| \| \| \| \| \| \| \| \| \| \| \| \| \| \| \| \| \| \| \| \| \| \| \| \| \| \| \| \| \| \| \| \| \| \| \| \| \| \| \| \| \| \| \| \| \| \| \| \| \| \| \| \| \| \| \| \| \| \| \| \| \| \| \| \| \| \| \| \| \| \| \| \| \| 5 \| \| \| \| \| \| \| \| \| \| \| \| \| \| \| \| \| \| \| \| \| \| \| \| \| \| \| \| \| \| \| \| \| \| \| \| \| \| \| \| \| \| \| \| 6 \| \| \| \| \| \| \| \| \| \| \| \| \| \| \| \| \| \| \| \| \| \| \| \| \| \| \| \| \| \| \| \| \| \| \| \| \| \| \| \| \| \| \| \| \| \| \| \| \| \| \| \| \| \| \| \| \| \| \| \| \| \| \| \| \| \| \| \| 2 \| \| \| \| \| \| \| \| \| \| \| \| \| \| \| \| \| \| \| \| \| \| \| \| \| \| \| \| \| \| \| \| \| \| \| \| \| \| \| \| \| \| \| \| \| \| \| \| \| \| \| \| \| \| \| \| \| \| \| \| \| \| \| \| \| \| \| \| \| \| \| \| \| \| \| \| \| \| \| \| \| \| \| \| \| \| \| \| \| \| \| \| \| \| \| \| \| \| \| \| \| \| \| \| \| \| \| \| \| \| \| \| \| \| \| \| \| \| \| \| \| \| \| \| \| \| \| \| El equipo mejor ubicado, en la fase regular del torneo, es el que definirá la serie como local. |                  |                  |                  |                  |                  |  |  |           |              |           |           |           |  |  |       |       |       |       |       |  |
| | Cuartos de final | Cuartos de final | Cuartos de final | Cuartos de final | Cuartos de final |  |  | Semifinal | Semifinal    | Semifinal | Semifinal | Semifinal |  |  | Final | Final | Final | Final | Final |  |
| |                  |                  |                  |                  |                  |  |  |           |              |           |           |           |  |  |       |       |       |       |       |  |
| |                  |                  |                  |                  |                  |  |  |           |              |           |           |           |  |  |       |       |       |       |       |  |
| | 3                | Bandera de ?     |                  |                  |                  |  |  |           |              |           |           |           |  |  |       |       |       |       |       |  |
| | 3                | Bandera de ?     |                  |                  |                  |  |  |           |              |           |           |           |  |  |       |       |       |       |       |  |
| | 8                | Bandera de ?     |                  |                  |                  |  |  |           |              |           |           |           |  |  |       |       |       |       |       |  |
| | 8                | Bandera de ?     | Bandera de ?     |                  |                  |  |  |           |              |           |           |           |  |  |       |       |       |       |       |  |
| |                  |                  |                  |                  |                  |  |  |           |              |           |           |           |  |  |       |       |       |       |       |  |
| |                  |                  | Bandera de ?     |                  |                  |  |  |           |              |           |           |           |  |  |       |       |       |       |       |  |
| | 4                | Bandera de ?     |                  |                  |                  |  |  |           |              |           |           |           |  |  |       |       |       |       |       |  |
| | 4                | Bandera de ?     |                  |                  |                  |  |  |           |              |           |           |           |  |  |       |       |       |       |       |  |
| | 7                | Bandera de ?     |                  |                  |                  |  |  |           |              |           |           |           |  |  |       |       |       |       |       |  |
| | 7                | Bandera de ?     |                  |                  |                  |  |  |           | Bandera de ? |           |           |           |  |  |       |       |       |       |       |  |
| |                  |                  |                  |                  |                  |  |  |           |              |           |           |           |  |  |       |       |       |       |       |  |
| |                  |                  | Bandera de ?     |                  |                  |  |  |           |              |           |           |           |  |  |       |       |       |       |       |  |
| | 5                | Bandera de ?     |                  |                  |                  |  |  |           |              |           |           |           |  |  |       |       |       |       |       |  |
| | 5                | Bandera de ?     |                  |                  |                  |  |  |           |              |           |           |           |  |  |       |       |       |       |       |  |
| | 6                | Bandera de ?     |                  |                  |                  |  |  |           |              |           |           |           |  |  |       |       |       |       |       |  |
| | 6                | Bandera de ?     | Bandera de ?     |                  |                  |  |  |           |              |           |           |           |  |  |       |       |       |       |       |  |
| |                  |                  |                  |                  |                  |  |  |           |              |           |           |           |  |  |       |       |       |       |       |  |
| |                  |                  | 2                | Bandera de ?     |                  |  |  |           |              |           |           |           |  |  |       |       |       |       |       |  |
| |                  |                  | 2                | Bandera de ?     |                  |  |  |           |              |           |           |           |  |  |       |       |       |       |       |  |
| |                  |                  |                  |                  |                  |  |  |           |              |           |           |           |  |  |       |       |       |       |       |  |
| |                  |                  |                  |                  |                  |  |  |           |              |           |           |           |  |  |       |       |       |       |       |  |
| |                  |                  |                  |                  |                  |  |  |           |              |           |           |           |  |  |       |       |       |       |       |  |
| |                  |                  |                  |                  |                  |  |  |           |              |           |           |           |  |  |       |       |       |       |       |  |

## Estadísticas

### Goleadores
| Jugador         | Equipo               | Goles |
| --------------- | -------------------- | ----- |
| Tobías Figueroa | Deportes Antofagasta | 11    |
| Isaac Díaz      | Rangers              | 10    |
| Gustavo Gotti   | Cobreloa             | 10    |

### Sub-21
| Equipo                    | Req. | Dis. | Pen. | %       |
| ------------------------- | ---- | ---- | ---- | ------- |
| Cobreloa                  | 1890 | 1738 | 152  | 91.96%  |
| Curicó Unido              | 1890 | 1126 | 764  | 59.58%  |
| Deportes Antofagasta      | 1890 | 1410 | 480  | 74.60%  |
| Deportes Concepción       | 1890 | 1463 | 427  | 77.41%  |
| Deportes Copiapó          | 1890 | 1249 | 641  | 66.08%  |
| Deportes Recoleta         | 1890 | 1790 | 100  | 94.71%  |
| Deportes Santa Cruz       | 1890 | 1077 | 813  | 56.98%  |
| Deportes Temuco           | 1890 | 1347 | 543  | 71.27%  |
| Magallanes                | 1890 | 2250 | 0    | 119.05% |
| Rangers                   | 1890 | 1774 | 116  | 93.86%  |
| San Luis de Quillota      | 1890 | 1514 | 376  | 80.11%  |
| San Marcos de Arica       | 1890 | 1562 | 328  | 82.65%  |
| Santiago Morning          | 1890 | 1344 | 546  | 71.11%  |
| Santiago Wanderers        | 1890 | 1402 | 488  | 74.18%  |
| Unión San Felipe          | 1890 | 2160 | 0    | 114.29% |
| Universidad de Concepción | 1890 | 1288 | 602  | 68.15%  |

## Entrenadores
En cursiva quienes se desempeñaron como entrenadores interinos.
| Equipo               | Entrenador          | Período          |
| -------------------- | ------------------- | ---------------- |
| Unión San Felipe     | Ítalo Pinochet      | 1.° - 4.°        |
| Unión San Felipe     | Pablo Álvarez       | 5.°              |
| Unión San Felipe     | Francisco Palladino | 6.° en adelante  |
| Deportes Temuco      | Mario Salas         | 1.° - 9.°        |
| Deportes Temuco      | Esteban Valencia    | 10.° en adelante |
| Deportes Santa Cruz  | Felipe Núñez        | 1.° - 9.°        |
| Deportes Santa Cruz  | John Armijo         | 10.° en adelante |
| Santiago Morning     | Luis Marcoleta      | 1.° - 10.°       |
| Santiago Morning     | Cristian Febre      | 11.° en adelante |
| Santiago Wanderers   | Héctor Robles       | 1.° - 11.°       |
| Santiago Wanderers   | Domingo Sorace      | 12.° en adelante |
| Rangers              | Miguel Ponce        | 1.° - 12.°       |
| Rangers              | Erwin Durán         | 13.° en adelante |
| Magallanes           | Braulio Leal        | 1.° - 14.°       |
| Magallanes           | Iván Vásquez        | 15.°             |
| Magallanes           | Ivo Basay           | 16.° - 21        |
| San Luis de Quillota | Damián Muñoz        | 1.° - 15.°       |
| San Luis de Quillota | Juan José Luvera    | 16.° - 21.°      |
| San Luis de Quillota | Fernando Guajardo   | 22.° en adelante |
| Curico Unido         | Héctor Almandoz     | 1.° - 15.°       |
| Curico Unido         | Mauricio Benavente  | 16.°             |
| Curico Unido         | Emiliano Astorga    | 17.° en adelante |
| Deportes Antofagasta | Hernán Peña         | 1.° - 15.°       |
| Deportes Antofagasta | Carlos Escudero     | 16.° - 17.°      |
| Deportes Antofagasta | Luis Marcoleta      | 18.° en adelante |
| Deportes Concepción  | Manuel Suárez       | 1.° - 21.°       |
| Deportes Concepción  | Patricio Almendra   | 22.° en adelante |